# Lista de áreas de terreno caótico em Marte
Esta é uma lista de áreas de terreno caótico oficialmente nomeada pela União Astronômica Internacional para o planeta Marte. Chaos (ou terreno caótico) é um termo astrogeológico utilizado para se referir a áreas superficiais planetárias onde formações geológicas como tergos, fendas, e planícies parecem estar dispostas de maneira desorganizada e ao mesmo tempo ligadas entre si. As coordenadas estão em latitude planetocêntrica e longitude leste.
Áreas de terreno caótico geralmente recebem o nome de uma formação de albedo próxima de acordo com as regras da UAI para a nomenclatura planetária. Tais formações de albedo devem constar ou nos mapas de Giovanni Schiaparelli ou nos de Eugène Michel Antoniadi e são listadas em Formações de albedo clássicas em Marte.

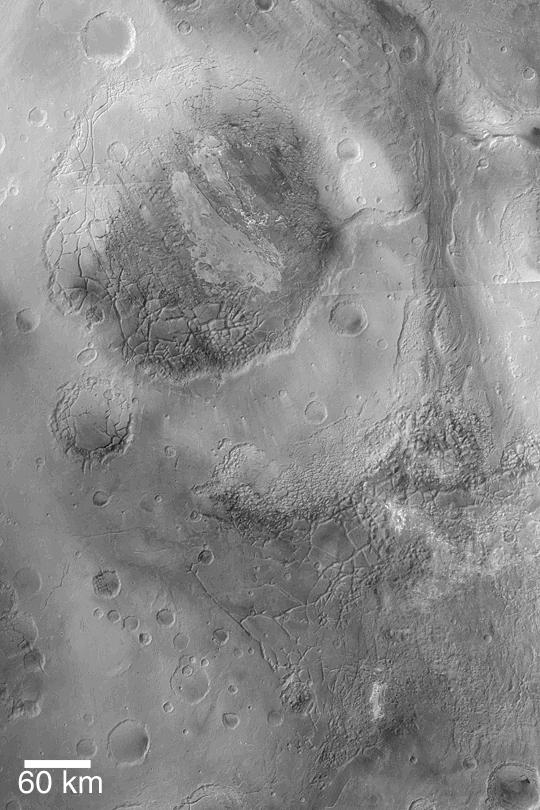
Nesta imagem em mosaico obtida pela Mars Global Surveyor, Aram Chaos se situa na porção superior à esquerda e Iani Chaos na porção inferior à direita.

| Name               | Latitude | Longitude | Diâmetro (km) |
| ------------------ | -------- | --------- | ------------- |
| Aram Chaos         | 2.57 N   | 338.5 E   | 277.0         |
| Aromatum Chaos     | 1.09 S   | 317.0 E   | 91.5          |
| Arsinoes Chaos     | 7.61 S   | 332.0 E   | 230.0         |
| Atlantis Chaos     | 34.4 S   | 182.4 E   | 162.0         |
| Aureum Chaos       | 4.35 S   | 333.0 E   | 368.0         |
| Aurorae Chaos      | 8.9 S    | 324.7 E   | 750.0         |
| Baetis Chaos       | 0.24 S   | 299.47 E  | 55.0          |
| Candor Chaos       | 6.92 S   | 287.4 E   | 97.0          |
| Chryse Chaos       | 10.29 N  | 323.3 E   | 735.0         |
| Echus Chaos        | 10.78 N  | 285.2 E   | 473.0         |
| Eos Chaos          | 16.62 S  | 313.1 E   | 490.0         |
| Erythraeum Chaos   | 21.86 S  | 347.62 E  | 149.0         |
| Galaxias Chaos     | 33.8 N   | 146.4 E   | 234.0         |
| Ganges Chaos       | 9.64 S   | 313.8 E   | 120.0         |
| Gorgonum Chaos     | 37.19 S  | 189.1 E   | 149.0         |
| Hellas Chaos       | 47.48 S  | 64.0 E    | 595.0         |
| Hydaspis Chaos     | 3.16 N   | 332.9 E   | 355.0         |
| Hydraotes Chaos    | 0.79 N   | 324.6 E   | 417.5         |
| Iamuna Chaos       | 0.2 S    | 319.3 E   | 18.0          |
| Iani Chaos         | 2.77 S   | 342.5 E   | 434.0         |
| Ister Chaos        | 12.86 N  | 303.6 E   | 103.4         |
| Margaritifer Chaos | 8.6 S    | 338.4 E   | 390.0         |
| Nilus Chaos        | 25.35 N  | 282.8 E   | 283.0         |
| Oxia Chaos         | 0.2 N    | 320.1 E   | 26.5          |
| Pyrrhae Chaos      | 10.38 S  | 331.5 E   | 189.0         |
| Xanthe Chaos       | 11.74 N  | 317.75 E  | 34.0          |